# Jaime de Salazar y Acha
Jaime de Salazar y Acha (Sant Sebastià, 16 d'agost de 1947) és un historiador i genealogista espanyol.

## Biografia
El seu pare, Bernardo de Salazar y García-Villamil (Madrid, 23 de novembre de 1906 - Madrid, 5 d'abril de 1992), va ser llicenciat en Dret, conseller privat del comte de Barcelona i membre de la seva Casa, i la seva mare (casats en Sant Sebastià, 4 d'agost de 1939) va ser María del Carmen de Acha y Sánchez-Arjona (Madrid, 21 d'octubre de 1916 - Ciudad Rodrigo, 10 de juliol de 2013), germana del II i III marquesos d'Acha, neta materna del marquès de Casa Arjona i dues vegades trisneta de l'II marquès de Ríocabado.
Va néixer a Sant Sebastià el 16 d'agost de 1947, i és doctor en Dret, [d'honor i devoció de l'Orde de Malta, i cavaller del Reial Cos de la Noblesa de Madrid. I també és acadèmic numerari de la Reial Acadèmia Matritense d'Heràldica i Genealogia i acadèmic de nombre de la Reial Acadèmia de la Història des de novembre de 2016.

## Obres
- Génesis y evolución del apellido en España (1991). Madrid: Real Academia Matritense de Heráldica y Genealogía. ISBN 978-84-604-0109-4.
- La casa del rey de Castilla y León en la Edad Media (2000). Madrid: Centro de Estudios Políticos y Constitucionales. ISBN 978-84-259-1128-6.[4]
- Estudio histórico sobre una familia extremeña: los Sánchez Arjona (2001). Madrid: Real Academia Matritense de Heráldica y Genealogía. ISBN 978-84-88833-01-3.
- Un mirobrigense ilustre del siglo XV, el Licenciado Antón Núñez de Ciudad Rodrigo, contador mayor de Enrique IV (2004). Ciudad Rodrigo: Centro de Estudios Mirobrigenses. ISBN 978-84-933679-0-9.
- Manual de genealogía española (2006). Madrid: Instituto Salazar y Castro. ISBN 978-84-89851-52-8.[5]
- La genealogía: ciencia instrumental y técnica de investigación (2010). Madrid: Confederación Española de Centros de Estudios Locales. ISBN 978-84-614-2601-0.
- Los grandes de España, siglos XV-XXI (2012). Madrid: Ediciones Hidalguía. ISBN 978-84-939313-9-1.
- Las dinastías reales de España en la Edad Media (2021). Madrid. Real Academia de la Historia y Agencia Estatal Boletín Oficial del Estado. ISBN 978-84-340-2781-7